# فرناندو دي أراوجو
فرناندو دي أراوجو (بالبرتغالية: Fernando 'Lasama' de Araújo‏) (و. 1963 – 2015 م) هو سياسي من تيمور الشرقية .